# Innesto breech-lock
Con breech-lock si identifica un tipo di innesto tra fotocamera SLR ed obiettivo mediante un anello rotante posto su quest'ultimo. Il blocco meccanico del sistema è realizzato tramite frizione.
Il sistema breech-lock è utilizzato anche nel montaggio delle armi.
Esempi sono gli innesti di Canon R, FL e FD.